# Saint-Béron
Saint-Béron település Franciaországban, Savoie megyében. Lakosainak száma 1720 fő (2022. január 1.). Saint-Béron Saint-Albin-de-Vaulserre, Voissant, Attignat-Oncin, La Bridoire, Domessin és Saint-Franc községekkel határos.

## Népesség
A település népessége az elmúlt években az alábbi módon változott:
| Lakosok száma | 1621 | 1656 | 1677 | 1671 | 1688 | 1706 | 1710 | 1712 | 1720 |
|               | 2013 | 2015 | 2016 | 2017 | 2018 | 2019 | 2020 | 2021 | 2022 |